# Conquesta de Sivas (1400)
Sivas fou conquerida per Tamerlà el 1400.
Tamerlà havia entrat en territori otomà el 31 d'agost de 1400 sent el seu primer destí Sivas. Forces de Timur es dedicaven al saqueig a l'entorn de Sivas i foren derrotats pel otomans; però un segon enfrontament va ser favorable als timúrides i els 500 otomans que els enfrontaven van tenir fortes pèrdues i dificultats per poder-se refugiar darrera les muralles.
Suleyman i el virrei (beglerbeg) Timurtaix, informats per espies de la potència de l'enemic, van decidir abandonar la ciutat i anar a buscar reforços a Brusa, i mentre s'encarregava a Mustafà la defensa.
Timur va enviar a perseguir-los a Sulayman Xah, Jahan Xah i altres; els van atrapar una mica més enllà de Kaysariya o Kayseri (Cesarea de Capadòcia) i els van derrotar retornant al camp imperial amb abundant botí. No obstant uns 3000 otomans van aconseguir fugir. Sulayman Xah es va dedicar al saqueig de l'entorn de Kayseriya i va tornar al campament timúrida de Sivas carregat de botí fet als otomans.
Mentre Timur des d'una altura assetjava la plaça, una de les mes fortes de l'Àsia Menor amb fortes i altes muralles que pel nord, sud i est estaven protegides per una rasa plena d'aigua que impossibilitava minar les parets. El setge va començar el 10 d'agost del 1400. Timur va atacar per l'oest que no tenia rasa; els assetjats reparaven a la nit les bretxes fetes al dia pels atacants. Timur hi va destinar 8000 presoners al minat de les parets de l'est i al cap d'una setmana els murs estaven només aguantats per grans feixos, destinats a evitar esllavissades. La ciutadella, construïda sobre roca, no podia ser minada. A la porta d'Iraq, Timur va fer construir una plataforma sobre la qual va situar tota mena de maquinaria destinada a tirar foc, pedres i objectes. Les torres, que ja s'aguantaven amb dificultat sobretot per bigues, foren incendiades i van caure. La meitat de la vila va quedar desmantellada. Per evitar l'assalt a la ciutadella, una delegació de notables en va sortir i es va rendir el dijous 26 d'agost de 1400. Timur va prometre respectar les vides dels musulmans a canvi del pagament del dret d'amnistia. Una vegada rendida la ciutadella i pagat el tribut Timur va fer enterrar vius als 4000 sipahis quasi tots armenis que havien defensat amb totes les forces la ciutadella. La ciutat fou saquejada i Timur es va emportar els seus tresors. Els habitants que no van ser massacrats foren enviats al exili i les fortificacions foren desmantellades.
Tomas de Metsob diu que Timur va ordenar col·locar als infants de la vila als peus dels cavalls a la plana de Sivas i els va massacrar a tots; els cristians foren tirats a la rasa d'aigua amb el cap lligat a les cuixes per mitjà de cordes; els leprosos i altres malalts foren estrangulats. Les esglésies foren destruïdes incloent la basílica dels Quaranta Màrtirs. Malkoch, ex beg de Sivas, fou enviat a Baiazet I per explicar el que havia passat. Quan es va saber la conquesta de Sivas, els otomans van evacuar Selímbria que fou recuperada pel governador imperial Bryennios Leontarios (finals d'agost de 1400).
Timur va saber que Ahmad ibn Uways i Kara Yusuf estaven de camí cap a Anatòlia i va enviar destacaments a buscar-los. La filla i la germana d' Ahmad ibn Uways foren fetes presoneres igual que les esposes i filles de Kara Yusuf, però els dos homes no foren localitzats.
Baiazet I havia hagut de suspendre els preparatius pel setge a Constantinoble i marxar a unir-se al seu fill Suleyman que no va poder tornar a temps a Sivas amb els reforços per evitar la caiguda de la ciutat (hauria tornat amb 20.000 homes poc abans de la sortida de Timur, segons Clavijo un sol dia abans, cosa poc probable). Baiazet I va reunir a Brusa un exèrcit. Esperava un moment propici.